# Saison 1978 de la Ligue canadienne de football
Chronologie
Saison précédente Saison suivante
1978 est la 21e saison de la Ligue canadienne de football et la 95e saison depuis la fondation de la Canadian Rugby Football Union en 1884.

## Événements
La moyenne d'assistance aux matchs de la saison régulière est de 31 843 spectateurs, ce qui constitue toujours un record en date de 2017. 

## Classements
| Clt   | Équipe                 | PJ | V  | D  | N | BP  | BC  | Pts |
| ----- | ---------------------- | -- | -- | -- | - | --- | --- | --- |
| +001, | Rough Riders d'Ottawa  | 16 | 11 | 5  | 0 | 395 | 261 | 22  |
| +002, | Alouettes de Montréal  | 16 | 8  | 7  | 1 | 331 | 295 | 17  |
| +003, | Tiger-Cats de Hamilton | 16 | 5  | 10 | 1 | 225 | 403 | 11  |
| +004, | Argonauts de Toronto   | 16 | 4  | 12 | 0 | 234 | 389 | 8   |

| Clt   | Équipe                           | PJ | V  | D  | N | BP  | BC  | Pts |
| ----- | -------------------------------- | -- | -- | -- | - | --- | --- | --- |
| +001, | Eskimos d'Edmonton               | 16 | 10 | 4  | 2 | 452 | 301 | 22  |
| +002, | Stampeders de Calgary            | 16 | 9  | 4  | 3 | 381 | 311 | 21  |
| +003, | Blue Bombers de Winnipeg         | 16 | 9  | 7  | 0 | 371 | 351 | 18  |
| +004, | Lions de la Colombie-Britannique | 16 | 7  | 7  | 2 | 359 | 308 | 16  |
| +005, | Roughriders de la Saskatchewan   | 16 | 4  | 11 | 1 | 330 | 459 | 9   |

## Séries éliminatoires

### Demi-finale de la Conférence de l'Ouest
- 12 novembre : Blue Bombers de Winnipeg 4 - Stampeders de Calgary 38

### Finale de la Conférence de l'Ouest
- 18 novembre : Stampeders de Calgary 13 - Eskimos d'Edmonton 26

### Demi-finale de la Conférence de l'Est
- 11 novembre : Tiger-Cats de Hamilton 20 - Alouettes de Montréal 35

### Finale de la Conférence de l'Est
- 19 novembre : Alouettes de Montréal 21 - Rough Riders d'Ottawa 16

### 66ecoupe Grey
- 26 novembre : Les Eskimos d'Edmonton gagnent 20-13 contre les Alouettes de Montréal au stade de l'Exposition nationale à Toronto (Ontario).

## Honneurs individuels
- Trophée Schenley du meilleur joueur : Tony Gabriel (en) (DI), Rough Riders d'Ottawa
- Trophée Schenley du meilleur joueur défensif : Dave Fennell (PD), Eskimos d'Edmonton
- Trophée Schenley du meilleur joueur de ligne offensive :  Jim Coode (en) (BL), Rough Riders d'Ottawa
- Trophée Schenley du meilleur Canadien : Tony Gabriel (en) (DI), Rough Riders d'Ottawa
- Trophée Schenley de la meilleure recrue : Joe Poplawski (en) (RÉ), Blue Bombers de Winnipeg